# Giovanni Colacicchi
Giovanni Colacicchi (Anagni, 19 gennaio 1900 – Firenze, 27 dicembre 1992) è stato un pittore italiano.

## Biografia
Nato da nobile famiglia, figlio di Roberto, proprietario terriero, e Pia Vannutelli, discendente del pittore Scipione Vannutelli, passò gran parte della sua infanzia tra Roma e Firenze, fino alla conclusione dei suoi studi superiori, stabilendosi poi definitivamente a Firenze alla fine della prima guerra mondiale. Nel 1919 cominciò la sua carriera artistica di pittore come allievo di Francesco Franchetti. Grazie al suo maestro cominciò a frequentare gli ambienti artistici e culturali della città.
Fu tra i fondatori delle riviste culturali Rivista di Firenze (nel 1924 insieme a Giorgio de Chirico e Alberto Savinio) e Solaria (nel 1926, insieme a Eugenio Montale, Giuseppe Ungaretti, Carlo Emilio Gadda e Italo Svevo).
Nel 1924 sposò Amalia Zanotti, di nobile famiglia originaria del biellese, poi trasferitasi in Calabria con la famiglia, che gli fece conoscere il territorio calabrese della Costa dei Gelsomini, tra Locri e Roccella Jonica, che divenne fonte d'ispirazione di molte sue opere.
Nel 1930 allestì la sua prima mostra personale, nella galleria Saletta Fantini a Firenze. 
Fece diversi viaggi per l'Italia da Venezia fino alla Calabria, a Parigi dove trascorse un lungo periodo di vita, fino al Sudafrica nel 1935, spinto dal desiderio di visitare luoghi lontani ed esotici e di superare il dolore per la separazione con la moglie. 
Rientrato in Italia, nel 1937 ebbe il primo figlio Piero e nel 1942 il secondo figlio Francesco da Flavia Arlotta (pittrice, originaria di Sorrento), che sposò poi nel 1952. 
Si trasferì per un certo periodo a Roma con la nuova famiglia, e lavorò nello studio di Renato Guttuso.
Durante il periodo della guerra, influenzato dai tumulti dell'epoca, si unì al Partito d'Azione.
Dopo la guerra s'interessò alla teoria dell'arte, formando gruppi di discussione con intellettuali e artisti dell'epoca come Onofrio Martinelli. Dalla metà degli anni 1970, con la rivalutazione della critica nazionale dell'arte della prima metà del Novecento, anche Colacicchi divenne noto e venne rivalutato il suo contributo nella sua opera artistica e culturale.

## Attività artistica e opere
Le sue opere rappresentano grandi spazi aperti naturali con un forte senso di immersione nella natura stessa, grazie all'uso materico molto denso che le caratterizza. Dalla campagna di Anagni, suo luogo di nascita, a territori impervi e all'ora poco conosciuti della Calabria negli anni 1940, generatori e figli di una cultura arcaica e mitologica del suo passato, fino al territorio selvaggio e incontaminato del Sudafrica. Dalle nature morte che immortalano oggetti a lui cari, a quadri poetici che rappresentano il mito e la figura umana.
Nel suo primo periodo artistico, esordisce nel 1924 con l'opera La Malinconia in stile realismo magico, influenzato dall'incontro con Giorgio De Chirico.
Esordisce a livello nazionale con le sue prime opere nella mostra del Novecento Italiano nel 1926 a Milano, e da quel momento partecipa alle mostre del movimento “sarfattiano” nella veste di esponente del gruppo fiorentino, in opposizione alla corrente “strapaesana” della pittura classica ritrattista dei primi del secolo.
Nel periodo tra il 1931 e il 1933 che trascorre ad Anagni, nascono alcuni dei suoi principali capolavori come Fine d'estate (1932) e Santa Maria Egiziaca e Giacobbe e l'angelo (1933). Altre opere le realizza nel soggiorno parigino dal 1933, e successivamente in Calabria, dove i suoi dipinti ritraevano i territori impervi e naturali del paesaggio calabrese, di vita popolare del luogo, e con le suggestioni del mito sul passato greco del territorio calabrese.
Dal viaggio in Sudafrica, il pittore realizza numerosi paesaggi, tra cui i più famosi Il faro di Monille Point (1935) e Gli esuli (1935-1936), che testimoniano lo stato d'animo dell'artista, che contrapponeva i paesaggi straordinari naturali d'Africa, con l'inquietudine sentimentale della perdita, sia dell'amore che del suo paese natale. 
Ritornato in Italia, grazie all'amicizia instaurata col pittore Renato Guttuso, inizia a produrre opere di natura morta, ritraendo oggetti personali quotidiani e provenienti dai suoi viaggi, oggetti di grande valore sentimentale che l'artista vuole immortalare nella sua memoria attraverso la sua arte.
Per Colacicchi la pittura e la scultura sono «arti essenzialmente figurative con una funzione insostituibile e sociale, perché soltanto in questo modo possono più naturalmente esprimere umane idee, e aspirazioni, e spirituali pensieri».
Nonostante il suo impegno artistico su scala più ampia, mantiene sempre un forte il legame con la Ciociaria, sua terra d'origine e fonte d'ispirazione per molte delle sue opere pittoriche. Questo rapporto si manifesta nella partecipazione a concorsi e manifestazioni artistiche locali, tra cui la significativa “Rassegna d’Arte dei Pittori Ciociari” tenutasi a Fiuggi nel settembre 1967, un evento che vide la presenza di altri artisti del territorio, tra i quali  V. Miele, D. Purificato, G. C. Riccardi, M. Rosa.
Tra le varie mostre partecipa alla I, II, III, V, VII, VIII, IX Quadriennale di Roma e alla Esposizione internazionale d'arte di Venezia del 1926, del 1928, del 1930,del 1932 con sala personale, del 1934, del 1936, del 1938, del 1942 e del 1948.